# Alexander Ross Clarke
Alexander Ross Clarke (16 de diciembre de 1828 - 11 de febrero de 1914) fue un geodesta británico, recordado principalmente por sus cálculos para la Triangulación Principal de Gran Bretaña y por sus trabajos para determinar la forma de la Tierra. Autor de uno de los libros de texto más importantes de geodesia, como ingeniero militar perteneciente al Ordnance Survey alcanzó el grado de coronel, y fue miembro de la Royal Society.

## Semblanza
Clarke nació en Reading (Berkshire, Inglaterra) en 1828. Su padre, David Ross Clarke, un comerciante de origen escocés, había viajado en su juventud a Jamaica, y allí se casó con Elizabeth (Eliza) Ann Hall, hija del coronel Charles William Hall y de Isabella Ann Ford. La boda se celebró el 8 de marzo de 1827 en Kingston. Viajaron a Inglaterra para el nacimiento de Alexander, pero debieron haber regresado a Jamaica muy poco después, puesto que años después relataría a sus propios hijos historias de sus experiencias infantiles en la isla caribeña.(Close1925,)
Los padres, David y Eliza, regresaron a Inglaterra en 1834, pero pronto se mudaron a la casa familiar de David en Eriboll, en el extremo norte de Escocia. La enseñanza escolar allí era primitiva pero eficaz. Close (1943) repite una anécdota contada por el hermano menor de Alexander: "No sé qué estudios tuvo en aquellos tiempos de su infancia, pero recuerdo que me contó que un dominie lo ponía debajo de su escritorio y lo pateaba de vez en cuando, y también cómo eran las regletas con las que lo castigaban. De todos modos, aprendió latín y matemáticas."
Close añade que "las matemáticas que le enseñaron determinarían su carrera posterior".

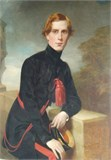
Clarke a los 22 años de edad

David Clarke y su familia se mudaron a Londres antes de 1846, y finalmente se establecieron en el número 35 de Devonshire Place, donde murió en 1861. Su esposa, Eliza Ann, murió en 1887. Alexander Clarke, a la edad de diecisiete años, se presentó en 1846 al examen de la Real Academia Militar de Woolwich para ingresar como Caballero Cadete. Clarke no estaba muy preparado para las pruebas, que había preparado tan solo en tres semanas, pero consiguió ingresar, aunque quedó entre los últimos de la lista de candidatos. En Woolwich recibiría formación militar básica y enseñanza formal en materias como matemáticas e ingeniería. Clarke destacó en los estudios, que superó como el primero de su promoción, con "la reputación de ser un joven excepcionalmente capaz" (Close, 1943). Fue nombrado segundo teniente de los Ingenieros Reales el 1 de octubre de 1847.
Después de su nombramiento, Clarke asistió al Curso de Oficiales Jóvenes en la Real Escuela de Ingeniería Militar en Chatham, y allí estudiaría topografía e ingeniería militar. Fue ascendido al grado de teniente el 11 de julio de 1849, al finalizar ese curso.

### Carrera en el Servicio Cartográfico de la Artillería (1850-1881)
En 1849, durante los últimos meses de su estancia en Chatham, Clarke decidió presentarse para un puesto en el Ordnance Survey (Servicio Cartográfico de la Artillería), donde ingresó al año siguiente, cuando el gobierno aprobó la financiación para la preparación del informe final sobre la Triangulación Principal de Gran Bretaña. (Owen y Pilbeam, 1992) pp. 44—46
Antes de que Clarke pudiera avanzar en el cálculo de la triangulación, intervino la Oficina de Guerra, que lo envió repentinamente a Canadá, donde se casó con Frances Maria, la hija menor del coronel Matthew C. Dixon, su oficial al mando.
Tras una serie de jubilaciones y de dimisiones de posibles encargados del trabajo, Clarke fue el único candidato cualificado para el análisis de la Triangulación Principal de Gran Bretaña. El informe se completó en 1858, a lo largo de un período de tiempo extremadamente corto, siendo recompensado con su ascenso a segundo capitán en 1855 y con el nombramiento de jefe de los Departamentos Trigonométricos y de Nivelación del Ordnance Survey en 1856.
Clarke trabajó intensamente en varios proyectos importantes durante los 27 años transcurridos hasta 1881. La experiencia total de estos años quedó resumida en el famoso libro de texto de Clarke, "Geodesia".
La contribución de Clarke a la Triangulación Principal de Gran Bretaña mejoró enormemente su reputación. Él mismo fue reconocido como uno de los geodestas más grandes del mundo, siendo honrado con becas en la Royal Society de Londres (1862) y en la Sociedad Filosófica de Cambridge (1871). También fue elegido miembro correspondiente de la Academia Imperial de Ciencias de Rusia (1868). Fue nombrado Compañero de la Muy Honorable Orden del Baño en 1870. Sus ascensos en el ejército fueron a Capitán (1861), Mayor de rango de ejército (1871), Mayor de rango de regimiento (1872), Teniente coronel (1872) y Coronel (1877)) (véase CITAREFSantis2002).
La familia Clarke vivió en Southampton desde 1854 hasta 1881, los últimos veinte años en una elegante propiedad georgiana en el número 21 de Carlton Crescent. La familia era numerosa, formada por nueve hijas y cuatro hijos, uno de los cuales murió de joven. Durante el tiempo de intensa actividad con la triangulación principal, Clarke prefería trabajar en casa con esta gran familia a su alrededor. (Close, 1925) Uno de sus hijos, Eric Manley Clarke, fue más tarde el primer profesor de matemáticas en el Lincoln Agriculture College (actualmente la Universidad de Lincoln) en Lincoln, Nueva Zelanda.

### Jubilación y legado 1881-1914

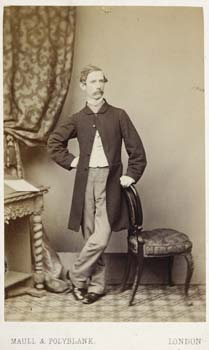

Su jefe directo, el superintendente Henry James, se jubiló en 1875 y fue sucedido por su adjunto, el coronel John Cameron, que murió repentinamente en 1878. Tras su muerte, Clarke fue nombrado jefe interino del servicio cartográfico hasta el nombramiento del coronel Anthony C. Cooke. Fue sorprendente que el propio Clarke no fuera nombrado. Tres años más tarde, la Oficina de Guerra intervino una vez más en su carrera; "un funcionario de un tipo bien conocido se dio cuenta de que había estado en una estación local (es decir, en los trabajos cartográficos desde Southampton) durante veintisiete años, y se le ordenó ir a Mauricio" (Close, 1943). Clarke, un hombre de vivo temperamento (Close), se molestó mucho por esta orden sumaria que implicaba una ruptura tan completa con el trabajo de su vida, y envió rápidamente su renuncia al ejército. A pesar de las protestas del establishment científico ante el Ministerio de Guerra, se permitió que se mantuviera la dimisión de Clarke. "La jubilación de Clarke fue un verdadero desastre para el Servicio Cartográfico, y su partida redujo todo el tono y el estatus científico del departamento durante muchos años".(Close, 1925).
A partir de 1881, la implicación de Clarke con la geodesia se vuelve cada vez más débil. En octubre de 1883, el astrónomo George Biddell Airy y Clarke fueron los delegados británicos en la Conferencia Geodésica Internacional en Roma, y en 1884 representó a Gran Bretaña en la Conferencia Internacional del Meridiano. A partir de entonces no publicó más trabajos sobre el tema aparte de su revisión, con Helmert, de sus artículos de la Encyclopædia Britannica. Su fama no disminuyó de ninguna manera: fue nombrado miembro honorario tanto de la Real Sociedad de Edimburgo (1892) como de la Real Sociedad Astronómica. Su premio más prestigioso fue la Medalla Real de la Royal Society de Londres, que recibió en 1887. El texto de la cita es el siguiente:

"La medalla que, de acuerdo con la regla habitual, se ha dedicado a las matemáticas y a la física, ha sido otorgada este año al Coronel A. Clarke por su comparación de estándares de longitud y determinación de la figura de la Tierra. El Coronel Clarke fue durante unos 25 años asesor científico y matemático del Ordnance Survey y, mientras actuaba en este cometido, se hizo conocido en todo el mundo científico por poseer un conocimiento y una capacidad únicos para abordar las complejas cuestiones que surgen en la ciencia de la geodesia. La laboriosa comparación de los estándares de longitud, llevada a cabo bajo el mando del general Sir Henry James, R.E., se considera universalmente como modelos de precisión científica. Su determinación de la elipticidad y de las dimensiones de la Tierra a partir de los grandes arcos de meridiano y longitud implicó un nivel matemático muy alto, una gran habilidad y una enorme cantidad de trabajo. La conclusión a la que llegó eliminó una aparente discrepancia entre los resultados de los experimentos con péndulo y los derivados de la geodesia, y es generalmente aceptada como la mejor aproximación alcanzada hasta ahora en cuanto a la figura de la Tierra.

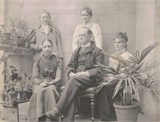
Clarke con sus hijas

Al jubilarse, Clarke se mudó a Reigate con su esposa y varias hijas solteras. Su esposa murió en 1888. Con solo su pensión del ejército para mantener a la familia, se encontraba en circunstancias difíciles y se vio obligado a cancelar sus suscripciones a clubes de Londres y sociedades científicas, que incluían su membresía en la Royal Society. Pero en 1888 fue honrado con su readmisión sin honorarios. Su hijo cuenta que incluso vendió su Medalla Real por cuarenta libras, pero donó la mitad a obras de caridad. Aunque Clarke se desvinculó del estudio de la geodesia, fue claramente activo mentalmente hasta sus últimos años. Los relatos de Close mencionan la microscopía, el problema de los cuatro colores, la música y, sobre todo, la religión.
Alexander Ross Clarke murió en 1914 en Reigate. Hay un breve obituario en Times (1914), pero el obituario de la Royal Society y el de la revista Nature son más completos. Durante muchos años fue considerado el geodesta más destacado de Gran Bretaña.

## Principales contribuciones geodésicas

### Triangulación principal, 1858

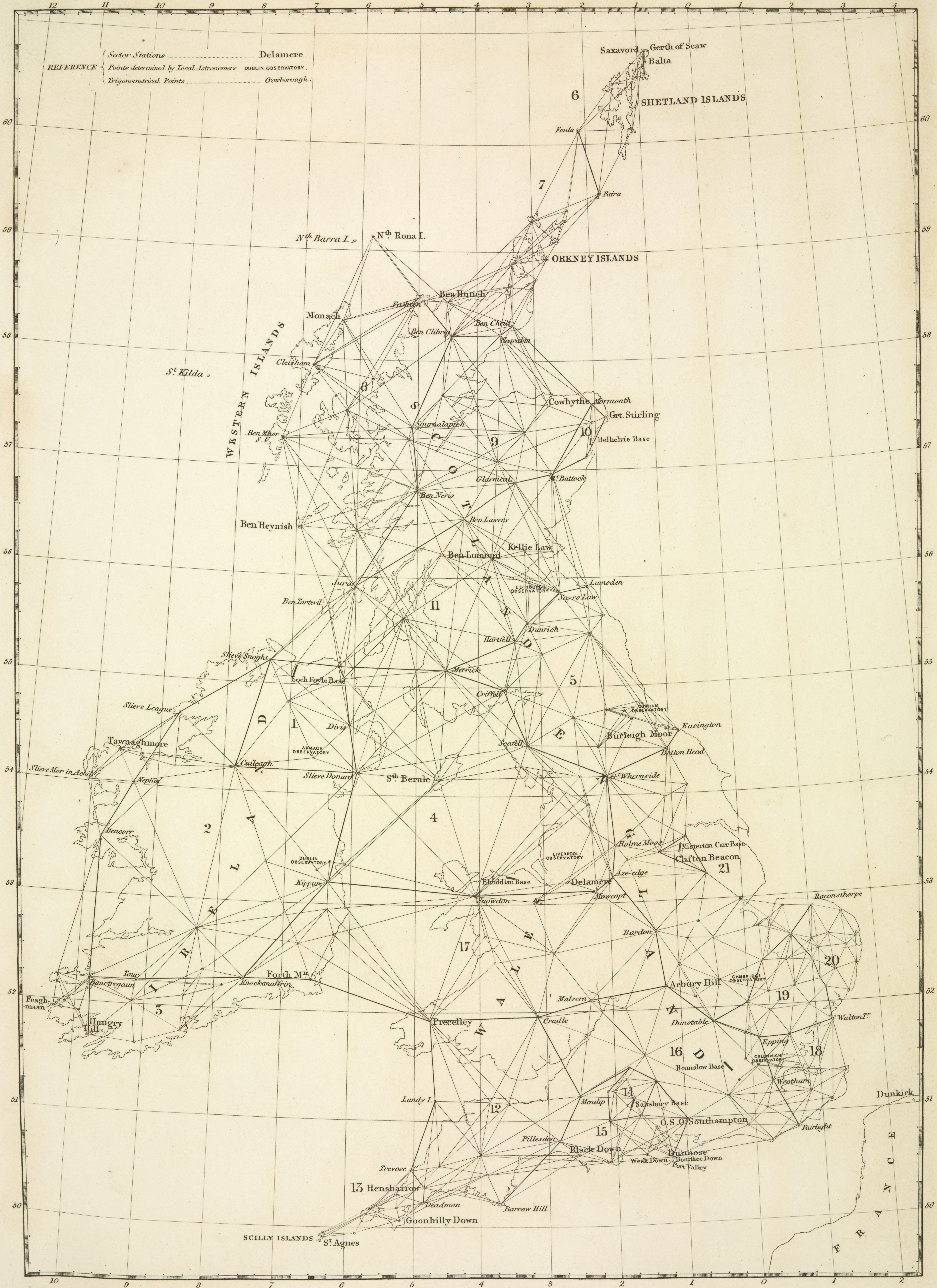
La malla de la triangulación principal sobre Gran Bretaña (1860)

La Triangulación Principal de Gran Bretaña fue iniciada por la Junta de Artillería en 1791, y llevado a cabo bajo la dirección de William Mudge y de Thomas Frederick Colby. El trabajo de campo se completó en 1853, justo cuando Clarke se unió a la Junta. Los métodos de análisis habían sido planificados en líneas generales por William Yolland, su predecesor al frente de la Sección Trigonométrica, pero le correspondió a Clarke completar los métodos de trabajo y llevarlos a cabo hasta su finalización. Esto lo logró en los cuatro años comprendidos entre 1854 y 1858: el informe se publicó como Clarke y James (1858b) pero es enteramente obra de Clarke. Los datos básicos fueron la recopilación de rumbos angulares tomados de cada una de las 289 estaciones hacia otras estaciones, generalmente de tres a diez. Las múltiples observaciones se sometieron primero a un análisis de errores por mínimos cuadrados para extraer los ángulos más probables y luego los triángulos formados por los rumbos corregidos se ajustaron simultáneamente, nuevamente mediante métodos de mínimos cuadrados, para encontrar la geometría más probable para toda la malla. Se trataba de una tarea inmensa que implicaba la solución de 920 ecuaciones sin la ayuda de métodos matriciales ni ordenadores digitales. Las únicas computadoras disponibles eran los calculistas de la Sección Trigonométrica, veintiuno en total. Una vez fijados los triángulos fue posible calcular todos los lados de la malla en términos de la longitud de cualquiera de las dos líneas base, una situada en Lough Foyle en Irlanda y la otra en Salisbury plain. La precisión del estudio fue tal que cuando se calculó la longitud de la base de Lough Foyle a través de la malla de triangulación de la base de Salisbury, el error fue de solo 5 pulgadas en comparación con su longitud medida (de 41.640,887 pies o aproximadamente 8 millas). El paso final fue utilizar las distancias y los ángulos para calcular la latitud y la longitud de cada punto de triangulación en el elipsoide de George Biddell Airy.
El curso natural de los acontecimientos después de una triangulación primaria es construir una triangulación secundaria con lados de unas pocas millas y luego una triangulación terciaria a nivel local para mostrar todos los detalles significativos. Desafortunadamente esto no llegó a suceder, porque el relleno se había estado realizando durante cincuenta años de levantamientos topográficos, con mapas ya publicados por cada condado. Algunos de esos mapas tenían orígenes relacionados con la triangulación primaria y otros no. Como resultado, los mapas de los condados solo estaban vagamente vinculados a la triangulación principal y no se intentó revisarlos.

### Figura de la Tierra, 1858

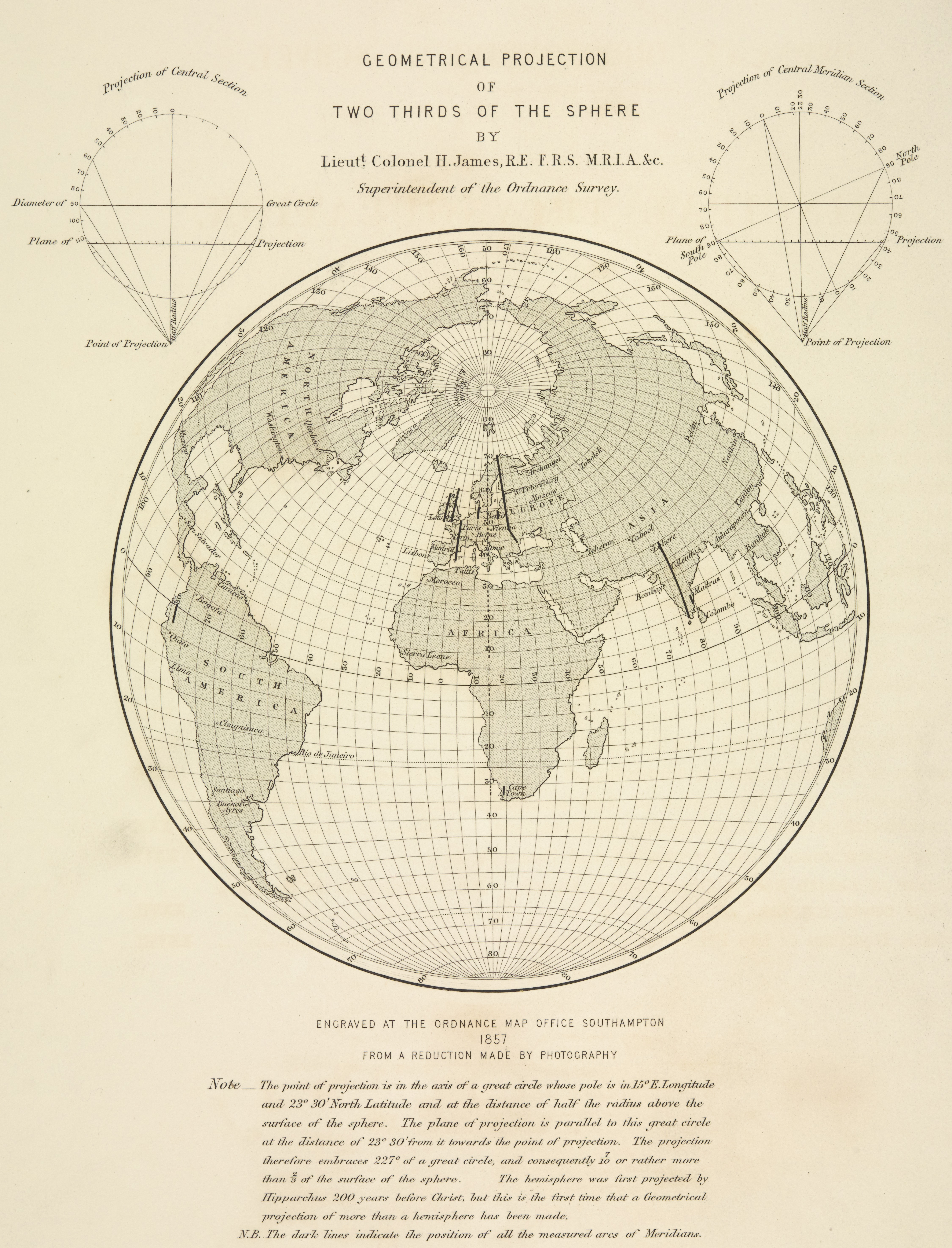
Una proyección en perspectiva que muestra los arcos de meridiano utilizados para calcular la figura de la Tierra (1860)

Las latitudes y longitudes de la triangulación se calcularon en el elipsoide de Airy, para lo que el semieje mayor (a) y el aplanamiento inverso (c=1/f con f=1-b/a) son
- a=20923713 pies,     c=280,4.   (Airy 1830)

En la penúltima sección de la "Triangulación Principal", Clarke comparó las latitudes calculadas con los valores reales observados y ajustó los parámetros del elipsoide para que las diferencias se minimizaran en un ajuste de mínimos cuadrados. El resultado fue
- a=20927005 pies,     c=299,33.   (elipsoide que mejor se ajusta a GB, 1858)

Estos valores tuvieron valor académico solo desde que Gran Bretaña continuó definiendo la latitud y la longitud en el elipsoide de Airy o, después de 1936, en una versión ligeramente modificada.
En la sección final del informe, Clarke combinó los datos británicos con los de los arcos meridianos de Francia, Rusia, India, Prusia, Perú, Hannover y Dinamarca. El resultado fue
- a=20926348 pies,     c=294,26.   (Clarke 1858.)

### Figura triaxial de la Tierra, 1860
En Clarke (1861) señala que el general T. F. de Schubert había publicado un artículo en el que afirmaba que los datos del arco de meridiano establecían que el ecuador de la Tierra tenía forma elíptica. A Clarke se le pidió que analizara un conjunto de datos más grande, del cual dedujo que si la Tierra fuera realmente un elipsoide triaxial con un semieje polar (c) y semiejes a (máximo) y b (mínimo) en el plano ecuatorial, entonces
- c=20853768 pies,     a=20926485 pies, a 13°58'30"E     &nbsp ;b=20921177 pies, a 103°58'30"E

de modo que el aplanamiento inverso variaría entre 309,4 y 286,8 (la diferencia en los semiejes ecuatoriales es de aproximadamente una milla). Sin embargo, Clarke estimó los errores de los resultados y descubrió que el error en las longitudes podría ser de hasta 20°. Por lo tanto, sostuvo que los datos no eran lo suficientemente precisos como para justificar un modelo triaxial.

### Nivelación de Gran Bretaña, 1861

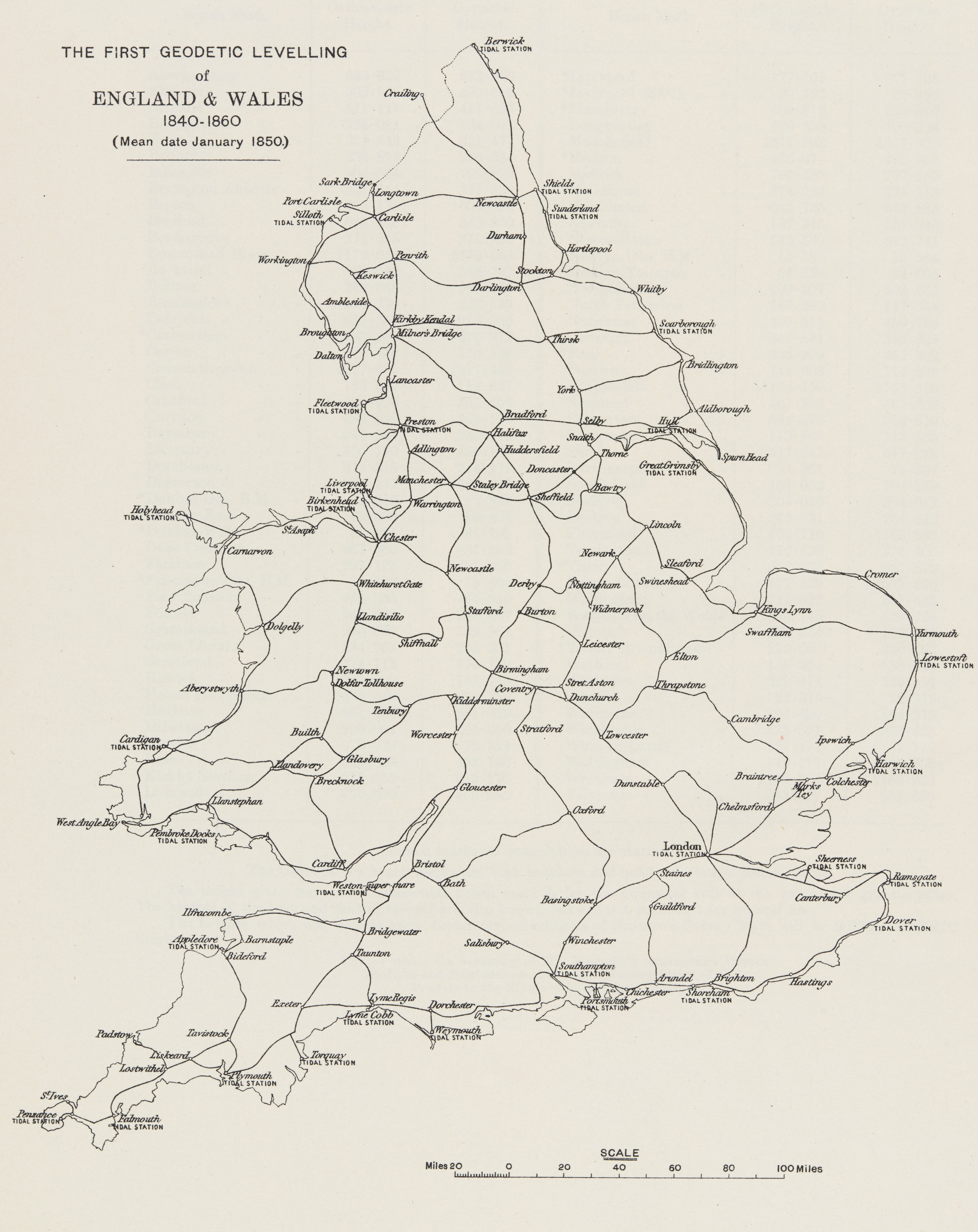
Principales líneas de nivelación en Inglaterra, 1860

Además de la determinación de la ubicación precisa de los puntos trigonométricos, el estudio estableció la altitud precisa de varios fundamental benchmarks por nivelación durante los años 1839 a 1860. Este estudio de altura fue completamente independiente del estudio de posición, a diferencia de las fijaciones GPS modernas. que dan ambos. El informe sobre la nivelación en Irlanda se publicó en 1855 y le correspondió a Clarke preparar los informes para Inglaterra y Escocia. Para Inglaterra, esto implicó un análisis de mínimos cuadrados para las 62 líneas de nivelación primaria con 91 puntos de referencia fundamentales en los puntos finales y en los puntos de intersección. El nivel de referencia fue la altura de Mean Water en Liverpool. Se conectaron 32 puntos finales a estaciones de mareas y, por lo tanto, se fijó la variación del agua media en todo el país. La evaluación comparativa se realizó en las carreteras, pero se tomaron líneas laterales hacia y sobre muchos de los puntos trigonométricos de la cima de la montaña, desde donde se midieron las altitudes de otros puntos trigonométricos mediante nivelación trigonométrica. Los informes se publicaron en 1861. A diferencia del informe de Triangulación Principal, no se incluyó ninguna teoría en los informes de nivelación de Clarke.

### Conexiones internacionales: el arco del paralelo 52°N, 1863
En James (1863) se analiza la cooperación europea propuesta por Otto Struve, es decir, que las triangulaciones de Rusia, Prusia, Bélgica, Francia y Gran Bretaña se conectasen de modo que se pudiera medir el arco en el paralelo 52°N. Este gran arco, de 75° de longitud, proporcionaría una acotación muy valiosa a los intentos de calcular la forma de la Tierra. El Ordnance Survey había completado un estudio a través del canal más de 50 años antes y, como parte de la Triangulación Principal en 1858, había medido la distancia desde la isla Valentia (51°28'N, 10°20'W) hasta Greenwich (51° 55'N). La precisión del estudio a través del canal fue pobre según los estándares de 1860, y también había dudas sobre la triangulación en Valentia, por lo que se decidió repetir ambos conjuntos de mediciones.
La extensión a Francia y Bélgica se informa en James (1863), proporcionando datos para la sección del arco de 52°N entre Valentia y el monte Kemmel en Bélgica. Los cálculos fueron realizados por Clarke, quien utilizó los datos para mejorar aún más la figura de la Tierra. Esos mismos datos también proporcionaron una base mucho más sólida para el arco meridional anglofrancés. Los datos para el nuevo análisis de la triangulación cerca de Valentia se informan en Clarke y James (1867).
El arco completo de 52°N propuesto tardó otros treinta años en completarse. Este trabajo se analiza en el artículo sobre la Figura de la Tierra en la Enciclopedia Británica (Britannica (1911a)).

### Comparaciones de longitud y de la figura de la Tierra, 1866
Tan pronto como se hizo la propuesta de unir una serie de triangulaciones europeas, quedó claro que el esfuerzo no merecería la pena, a menos que las conversiones entre las diferentes unidades de longitud se establecieran con la mayor precisión posible. Esto ya se había hecho para algunos pares de estándares, pero ahora era necesaria una nueva comparación de alta precisión de todos los estándares. Los resultados también tendrían implicaciones para combinar mediciones de arco para determinar la figura de la Tierra, por lo que también se incluyeron estándares no europeos. Las comparaciones se llevaron a cabo bajo la supervisión de Clarke en un edificio especial construido en la sede del Survey en Southampton. Presentó los resultados en dos informes: Clarke y James (1866a) comparó versiones del pie/yarda estándar (utilizado en estudios de Gran Bretaña, India y Australia), versiones de la toesa francesa (de Rusia, Bélgica y Francia), el metro francés y la copia británica del metro. En cada caso, se tomó como unidad básica uno de los estándares de la yarda. A continuación, Clarke y James (1872) amplió las comparaciones a una segunda toesa rusa, el klafter austriaco (y dos de sus copias), y copias españolas y americanas del metro. Clarke descubrió que estándares nominalmente idénticos diferían en pequeñas cantidades mensurables en millonésimas de yarda (o milésimas de milímetro).
Clarke y James (1866a) incluye un apéndice en el que Clarke considera una vez más la Figura de la Tierra, obteniendo los resultados siguientes:
- a=20926062 pies,      c=294,98,   (Clarke 1866)
- a=6378206.4 m.,    c=294.98,   (Clarke 1866)

La conversión es 1 metro = 3,280869367 pies (como se indica en el artículo de 1866). Este elipsoide adquirió importancia porque el Servicio para el Levantamiento Geodésico de la Costa de los Estados Unidos lo adoptó para sus estudios en 1880. Sigue siendo relevante porque muchos mapas topográficos de EE. UU. todavía se basan en el elipsoide de Clarke de 1866. Además, muchos documentos legales estadounidenses incluyen definiciones de límites en términos de valores de latitud y longitud definidos en ese elipsoide.

### Libro de textoGeodesia, 1880
Geodesia (Clarke, 1880) fue el primer estudio importante sobre el tema desde el trabajo de Airy. Fue bien recibido en toda Europa, siendo traducido a varios idiomas. Contenía 14 capítulos. El penúltimo capítulo incluía otro conjunto de valores para la Figura de la Tierra. Este elipsoide se denomina Clarke 1880 y lo han seguido utilizando muchos países africanos.
- a=20926202 pies,      c=293.465,   (Clarke 1880)
- a=6378249.4 m.,    c=293.465,   (Clarke 1880)

## Otros artículos y contribuciones a la Enciclopedia Británica
Además de sus contribuciones a los informes del Ordnance Survey, Clarke también publicó una pequeña cantidad de artículos en revistas científicas. Casi todos sus artículos están relacionados con algún aspecto de la geodesia, siendo las únicas excepciones una publicación estudiantil titulada Proposiciones sobre el tetraedro y un breve artículo sobre Entonación justa, que refleja su interés por la música.
También contribuyó con dos artículos importantes a la novena edición de la Encyclopædia Britannica (1878), uno sobre Geodesia y el otro sobre la Forma de la Tierra. Estos artículos aparecen sin cambios en la décima edición (1903). Versiones muy ampliadas, en coautoría con Helmert, aparecen en la undécima edición (1911), junto con un nuevo artículo sobre mapas en coautoría con Charles Close.